# Ratnagiri (Maharashtra)
Ratnagiri es una ciudad  portuaria y municipio situada en el distrito de Ratnagiri en el estado de Maharashtra (India). Su población es de 76229 habitantes (2011). Es el centro administrativo del distrito.

## Demografía
Según el censo de 2011 la población de Ratnagiri era de 76229 habitantes, de los cuales 37660 eran hombres y 38559 eran mujeres. Ratnagiri tiene una tasa media de alfabetización del 91,88%, superior a la media estatal del 82,34%: la alfabetización masculina es del 93,76%, y la alfabetización femenina del 90,05%.

## Clima
| Parámetros climáticos promedio de Ratnagiri (1981–2010, extremes 1901–2012) | Parámetros climáticos promedio de Ratnagiri (1981–2010, extremes 1901–2012) | Parámetros climáticos promedio de Ratnagiri (1981–2010, extremes 1901–2012) | Parámetros climáticos promedio de Ratnagiri (1981–2010, extremes 1901–2012) | Parámetros climáticos promedio de Ratnagiri (1981–2010, extremes 1901–2012) | Parámetros climáticos promedio de Ratnagiri (1981–2010, extremes 1901–2012) | Parámetros climáticos promedio de Ratnagiri (1981–2010, extremes 1901–2012) | Parámetros climáticos promedio de Ratnagiri (1981–2010, extremes 1901–2012) | Parámetros climáticos promedio de Ratnagiri (1981–2010, extremes 1901–2012) | Parámetros climáticos promedio de Ratnagiri (1981–2010, extremes 1901–2012) | Parámetros climáticos promedio de Ratnagiri (1981–2010, extremes 1901–2012) | Parámetros climáticos promedio de Ratnagiri (1981–2010, extremes 1901–2012) | Parámetros climáticos promedio de Ratnagiri (1981–2010, extremes 1901–2012) | Parámetros climáticos promedio de Ratnagiri (1981–2010, extremes 1901–2012) |
| Mes                                                                         | Ene.                                                                        | Feb.                                                                        | Mar.                                                                        | Abr.                                                                        | May.                                                                        | Jun.                                                                        | Jul.                                                                        | Ago.                                                                        | Sep.                                                                        | Oct.                                                                        | Nov.                                                                        | Dic.                                                                        | Anual                                                                       |
| --------------------------------------------------------------------------- | --------------------------------------------------------------------------- | --------------------------------------------------------------------------- | --------------------------------------------------------------------------- | --------------------------------------------------------------------------- | --------------------------------------------------------------------------- | --------------------------------------------------------------------------- | --------------------------------------------------------------------------- | --------------------------------------------------------------------------- | --------------------------------------------------------------------------- | --------------------------------------------------------------------------- | --------------------------------------------------------------------------- | --------------------------------------------------------------------------- | --------------------------------------------------------------------------- |
| Temp. máx. abs. (°C)                                                        | 37.0                                                                        | 39.0                                                                        | 40.6                                                                        | 37.5                                                                        | 37.8                                                                        | 39.0                                                                        | 32.8                                                                        | 34.2                                                                        | 35.7                                                                        | 37.5                                                                        | 38.1                                                                        | 36.7                                                                        | 40.6                                                                        |
| Temp. máx. media (°C)                                                       | 31.7                                                                        | 31.5                                                                        | 31.8                                                                        | 32.3                                                                        | 32.9                                                                        | 30.5                                                                        | 29.0                                                                        | 28.6                                                                        | 29.4                                                                        | 32.2                                                                        | 33.6                                                                        | 32.8                                                                        | 31.3                                                                        |
| Temp. mín. media (°C)                                                       | 19.1                                                                        | 19.4                                                                        | 21.9                                                                        | 24.5                                                                        | 26.2                                                                        | 24.9                                                                        | 24.4                                                                        | 24.1                                                                        | 23.8                                                                        | 23.5                                                                        | 22.0                                                                        | 20.2                                                                        | 22.8                                                                        |
| Temp. mín. abs. (°C)                                                        | 12.2                                                                        | 11.6                                                                        | 14.4                                                                        | 16.1                                                                        | 21.4                                                                        | 19.2                                                                        | 18.4                                                                        | 21.1                                                                        | 20.4                                                                        | 17.7                                                                        | 15.4                                                                        | 13.5                                                                        | 11.6                                                                        |
| Lluvias (mm)                                                                | 0.3                                                                         | 0.1                                                                         | 0.3                                                                         | 2.1                                                                         | 43.8                                                                        | 869.5                                                                       | 972.5                                                                       | 723.3                                                                       | 364.9                                                                       | 123.6                                                                       | 17.0                                                                        | 0.8                                                                         | 3118.1                                                                      |
| Días de lluvias (≥ 1 mm)                                                    | 0.1                                                                         | 0.0                                                                         | 0.0                                                                         | 0.3                                                                         | 2.8                                                                         | 19.9                                                                        | 25.8                                                                        | 25.6                                                                        | 14.8                                                                        | 6.1                                                                         | 1.0                                                                         | 0.2                                                                         | 96.6                                                                        |
| Humedad relativa (%)                                                        | 55                                                                          | 57                                                                          | 63                                                                          | 66                                                                          | 68                                                                          | 81                                                                          | 85                                                                          | 86                                                                          | 81                                                                          | 72                                                                          | 61                                                                          | 55                                                                          | 69                                                                          |
| Fuente: India Meteorological Department                                     |                                                                             |                                                                             |                                                                             |                                                                             |                                                                             |                                                                             |                                                                             |                                                                             |                                                                             |                                                                             |                                                                             |                                                                             |                                                                             |